# فنسنت كوك
فنسنت كوك (بالصينية: 谷德昭) هو كاتب سيناريو ومخرج وممثل صيني، ولد في 15 أغسطس 1965 بهونغ كونغ في الصين.

## أعمال

### أفلام
- (1999) جميلة[2]
- (2001) شاولين سوكر

## وصلات خارجية
- فنسنت كوك على موقع IMDb (الإنجليزية)
- فنسنت كوك على موقع ألو سيني (الفرنسية)
- فنسنت كوك على موقع ميوزك برينز (الإنجليزية)
- فنسنت كوك على موقع أول موفي (الإنجليزية)
- فنسنت كوك على موقع قاعدة بيانات الأفلام السويدية (السويدية)
- فنسنت كوك على موقع قاعدة بيانات الفيلم (الإنجليزية)
- فنسنت كوك على موقع كينوبويسك (الروسية)